# Naturschutzgebiet Vogelwoog-Schmalzwoog
Das Naturschutzgebiet „Vogelwoog-Schmalzwoog“ ist ein Naturschutzgebiet in Kaiserslautern.

## Geographie
Das Naturschutzgebiet umfasst mit einer Fläche von ca. 22 ha. den Vogelwoog-See und die Flur „Schmalzwoog“ sowie deren unmittelbare Umgebung im Hammerbachtal zwischen der A6 und dem Gewerbepark West. Es bietet neben Wiesen und Wäldern auch Röhrichte und Seggenriede, Moore, Feucht- und Nasswiesen, Sandrasen, Borstgrasrasen und Zwergstrauchheiden, Moorheiden, Bruchwälder sowie Gebüsch- und Saumbiotope.
Das Schutzgebiet gilt als  Naherholungsgebiet der Stadt Kaiserslautern und bietet neben zahlreichen Wanderwegen einen Walderlebnispfad, einen Erlebnisspielplatz, ein Waldklassenzimmer, einen Barfußpfad und eine Erzhütte. Am östlichen Ufer befindet sich eine Gaststätte.

## Geschichte
Das Gebiet wurde am 13. Februar 1996 als Naturschutzgebiet ausgewiesen. Schutzzweck ist die Erhaltung und Entwicklung des Hammerbachtales mit dem Vogelwoog.

## Flora und Fauna
Zu den seltenen vorkommenden Pflanzenarten im Naturschutzgebiet gehören der Rundblättrige Sonnentau, Wollgräser und verschiedene Torfmoose.